# Turn-Europameisterschaften 1979 (Männer)
Die 13. Turn-Europameisterschaften der Männer 1979 wurden in der Bundesrepublik Deutschland ausgetragen und fanden vom 18. bis 19. Mai in der Essener Grugahalle statt. An beiden Tagen verfolgten jeweils 3.000 Zuschauer die Wettkämpfe. Dabei sahen sie den ersten Erfolg eines bulgarischen Turners im Mehrkampf und die Dominanz der Athleten aus der Sowjetunion an den einzelnen Geräten. Dort gewannen sie fünf von sechs mögliche Gerätetitel und stellten zudem mit Bohdan Makuz den erfolgreichsten Turner dieser Titelkämpfe. Lokalmatador Eberhard Gienger einer der großen Favoriten im Mehrkampf, konnte die hohen Erwartungen vor heimischen Publikum nicht erfüllen. Im Mehrkampf patzte er am Pauschenpferd und einen Tag später musste er an seinem Paradegerät dem Reck beim Gienger-Salto das Gerät verlassen. Letztendlich musste er sich und der Gastgeber mit Bronze am Barren zu frieden geben.

## Ergebnisse

### Mehrkampf
18. Mai 1979
| Rang | Athlet              | Punkte |
| ---- | ------------------- | ------ |
| 1    | Stojan Deltschew    | 57.750 |
| 2    | Bohdan Makuz        | 57.450 |
| 2    | Alexander Tkatschow | 57.450 |
| 4    | Alexander Ditjatin  | 57.350 |
| 5    | Lutz Mack           | 57.250 |
| 6    | Péter Kovács        | 56.950 |
| 7    | Ralph Bärthel       | 56.700 |
| ...  |                     |        |
| 10   | Eberhard Gienger    |        |
| 12   | Volker Rohrwick     |        |
| 14   | Edgar Jorek         |        |
| 18   | Lutz Hoffmann       | 55.750 |

### Gerätefinals
19. Mai 1979
| Rang | Athlet              | Punkte |
| ---- | ------------------- | ------ |
| 1    | Stojan Deltschew    | 19.600 |
| 2    | Ralph Bärthel       | 19.500 |
| 3    | Lutz Mack           | 19.450 |
| 4    | Andrzej Szajna      | 19.350 |
| 5    | Eberhard Gienger    | 19.200 |
| 5    | Kurt Szilier        | 19.200 |
| 7    | Ion Checiches       | 19.100 |
| 8    | Alexander Tkatschow | 18.850 |

| Rang | Athlet             | Punkte |
| ---- | ------------------ | ------ |
| 1    | György Guczoghy    | 19.150 |
| 1    | Alexander Ditjatin | 19.150 |
| 3    | Michel Boutard     | 19.050 |
| 3    | Bohdan Makuz       | 19.050 |
| 5    | Kurt Szilier       | 19.000 |
| 6    | Dantscho Jordanow  | 18.950 |
| 7    | Stojan Deltschew   | 18.800 |
| 8    | Lutz Mack          | 18.750 |

| Rang | Athlet             | Punkte |
| ---- | ------------------ | ------ |
| 1    | Alexander Ditjatin | 19.350 |
| 2    | Bohdan Makuz       | 19.200 |
| 3    | Lutz Mack          | 19.150 |
| 4    | Willi Moy          | 19.100 |
| 5    | Péter Kovács       | 19.050 |
| 5    | Stojan Deltschew   | 19.050 |
| 7    | Volker Rohrwick    | 18.950 |
| 8    | Nicolae Oprescu    | 18.900 |

| Rang | Athlet           | Punkte |
| ---- | ---------------- | ------ |
| 1    | Bohdan Makuz     | 19.500 |
| 2    | Jozef Konečný    | 19.475 |
| 3    | Stojan Deltschew | 19.400 |
| 3    | Ralph Bärthel    | 19.400 |
| 5    | Lutz Mack        | 19.325 |
| 6    | Jan Migdau       | 19.250 |
| 7    | Henri Boërio     | 19.200 |
| 8    | Willi Moy        | 19.000 |

| Rang | Athlet             | Punkte |
| ---- | ------------------ | ------ |
| 1    | Bohdan Makuz       | 19.550 |
| 2    | Alexander Ditjatin | 19.400 |
| 3    | Eberhard Gienger   | 19.300 |
| 3    | Henri Boërio       | 19.300 |
| 5    | Kurt Szilier       | 19.250 |
| 6    | Nicolae Oprescu    | 19.050 |
| 7    | Stojan Deltschew   | 18.950 |
| 8    | Lutz Mack          | 18.800 |

| Rang | Athlet              | Punkte |
| ---- | ------------------- | ------ |
| 1    | Alexander Tkatschow | 19.550 |
| 2    | Stojan Deltschew    | 19.450 |
| 2    | Péter Kovács        | 19.450 |
| 4    | Alexander Ditjatin  | 19.400 |
| 5    | Eberhard Gienger    | 19.250 |
| 6    | Henri Boërio        | 19.200 |
| 7    | Ralph Bärthel       | 19.100 |
| 8    | Lutz Hoffmann       | 19.050 |

## Medaillenspiegel
| Rang | Land             | Gold | Silber | Bronze | Gesamt |
| ---- | ---------------- | ---- | ------ | ------ | ------ |
| 1    | Sowjetunion      | 5    | 4      | 1      | 10     |
| 2    | Bulgarien        | 2    | 1      | 1      | 4      |
| 3    | Ungarn           | 1    | 1      | –      | 2      |
| 4    | DDR              | –    | 1      | 3      | 4      |
| 5    | Tschechoslowakei | –    | 1      | –      | 1      |
| 6    | Frankreich       | –    | –      | 2      | 2      |
| 7    | BR Deutschland   | –    | –      | 1      | 1      |